# Pągów (powiat rawski)
Pągów – wieś w Polsce położona w województwie łódzkim, w powiecie rawskim, w gminie Biała Rawska.
W latach 1975–1998 miejscowość należała administracyjnie do województwa skierniewickiego.